# Paweł Łuków
Paweł Łuków (ur. 7 maja 1964) – polski filozof i etyk, profesor nauk humanistycznych, nauczyciel akademicki Uniwersytetu Warszawskiego i Warszawskiego Uniwersytetu Medycznego, specjalności naukowe: etyka normatywna, etyka Immanuela Kanta, współczesne etyki kantowskie, bioetyka, filozofia medycyny. Od 2020 r. dziekan Wydziału Filozofii Uniwersytetu Warszawskiego

## Życiorys
W 1987 ukończył studia filozoficzne w Uniwersytecie Warszawskim. W 1994 na podstawie napisanej pod kierunkiem Jacka Hołówki rozprawy pt. Prawomocność normatywna rozumu praktycznego w filozofii Kanta uzyskał w Instytucie Filozofii Wydziału Filozofii i Socjologii UW stopień naukowy doktora nauk humanistycznych (dyscyplina: filozofia, specjalność: filozofia). Na tym samym wydziale na podstawie dorobku naukowego oraz monografii pt. Granice zgody: autonomia zasad i dobro pacjenta otrzymał w 2006 stopień naukowy doktora habilitowanego nauk humanistycznych w dyscyplinie filozofia. W 2014 prezydent RP Bronisław Komorowski nadał mu tytuł profesora nauk humanistycznych.
Został profesorem Uniwersytetu Warszawskiego w Wydziale Filozofii i Socjologii w Instytucie Filozofii, pracownikiem Centrum Medycznego Kształcenia Podyplomowego w Szkole Zdrowia Publicznego w Zakładzie Ekonomiki, Prawa i Zarządzania oraz profesorem Warszawskiego Uniwersytetu Medycznego w II Wydziale Lekarskim z Oddziałem Nauczania w Języku Angielskim oraz Oddziałem Fizjoterapii w Zakładzie Bioetyki i Humanistycznych Podstaw Medycyny.
Objął funkcję przewodniczącego Komitetu Etyki w Nauce PAN. Został członkiem Komitetu Bioetyki PAN oraz członkiem Komitetu Nauk Filozoficznych PAN. Jest ponadto kierownikiem Zakładu Etyki na Wydziale Filozofii UW. 
W 2023 na wniosek prezesa Agencji Badań Medycznych Radosława Sierpińskiego został powołany w skład Naczelnej Komisji Bioetycznej przez ministra zdrowia Adama Niedzielskiego.

## Publikacje książkowe[6]
- Zrozumieć śmierć człowieka (Warszawa, red. 2015)
- Etyka medyczna z elementami filozofii  (Warszawa, 2014; współautor T. Pasierski)
- Moralność medycyny. O sztuce dobrego życia i o sztuce leczenia  (Warszawa, 2012)
- Granice zgody: autonomia zasad i dobro pacjenta (Warszawa, 2005)
- Wolność i autorytet rozumu. Racjonalność w filozofii moralnej Kanta  (Warszawa, 1997)